# Petit Combin
Petit Combin är en bergstopp i Schweiz.   Den ligger i distriktet Entremont och kantonen Valais, i den sydvästra delen av landet, 110 km söder om huvudstaden Bern. Toppen på Petit Combin är 3 672 meter över havet, eller 262 meter över den omgivande terrängen. Bredden vid basen är 4,5 km.
Terrängen runt Petit Combin är huvudsakligen mycket bergig. Närmaste större samhälle är Bagnes, 11,7 km norr om Petit Combin. 
Trakten runt Petit Combin består i huvudsak av gräsmarker. Runt Petit Combin är det ganska glesbefolkat, med 34 invånare per kvadratkilometer.